# Choiseulduva
Choiseulduva (Microgoura meeki) är en utdöd fågel i familjen duvor inom ordningen duvfåglar som tidigare förekom i Salomonöarna.

## Systematik
Choiseulduva placeras som enda art i släktet Microgoura. Dess närmaste släkting tros ha varit gladiatorduva (Trugon terrestris). Tillsammans ingår de i en grupp mycket stora duvor som inkluderar nu levande arter som fasanduvan, kronduvorna i Goura, nikobarduvan samt den mycket enigmatiska tandduvan. I denna grupp ingår även flera utdöda fåglar som dront och rodriguessolitär. 

## Tidigare förekomst
Arten var troligen endemisk för ön Choiseul i nordvästra Salomonöarna. Den är endast känd från sex insamlade exemplar och ett enda ägg. Arten påstås också ha förekommit på andra öar från Bougainville till Malaita, men detta anses endast vara spekulationer. Den förekom troligen i låglänta skogar och träsk och rapporteras häcka på marken. Vidare förekom den i små grupper och var tam.

## Utdöende
Choiseulduvan har inte påträffats sedan 1904. Senare observationer från tidigt 1940-tal och framåt är ifrågasatta sedan arten ofta förväxlats med salomongökduva och gulfotad duva. Ett antal eftersökningar inklusive intervjuer med lokala bybor har visat sig fruktlösa. IUCN kategoriserar arten som utdöd. Arten dog troligen ut på grund av predation från hundar och katter snarare än habitatförstörelse eftersom en stor andel ursprunglig miljö finns kvar på ön.

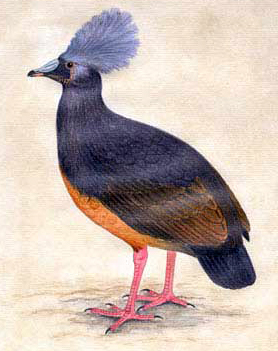